# Americas
Americas je album zbora Carmina Slovenica, ki je bil posnet v živo leta 2008 in 2009.
Izšel je v samozaložbi na glasbeni CD plošči in video DVD-ju leta 2011.
Predstavitev projekta in skladb je v priloženi dvojezični knjižici napisala dirigentka Karmina Šilec.
Izdajo albuma so omogočili Ministrstvo za kulturo Republike Slovenije, Mestna občina Maribor in ČZP Večer.

## Seznam posnetkov
| Št. | Naslov                                      | Besedilo      | Glasba        | Priredba               | Dolžina |
| --- | ------------------------------------------- | ------------- | ------------- | ---------------------- | ------- |
| 1.  | „Boogie Woogie Bugle Boy‟ (ameriška)        | D. Raye       | H. Prince     | J. Šalamon             | 4:12    |
| 2.  | „Praise His Holy Name‟                      | K. Hampton    | K. Hampton    |                        | 4:10    |
| 3.  | „Sambalelê‟                                 |               |               | E. Lakschevitz         | 2:51    |
| 4.  | „The Fighting Son of a Gun‟ (ameriška)      | Z. Manners    | Z. Manners    | M. Črnčec              | 3:14    |
| 5.  | „Aires de Quisqueya‟ (dominikanska ljudska) |               |               | P. Denis, L. Vasques   | 4:18    |
| 6.  | „The Shenandoah Blues‟                      | D. J. Elliott | D. J. Elliott |                        | 3:47    |
| 7.  | „Pearl Harbor Blues‟ (ameriška)             | P. Clayton    | P. Clayton    |                        | 4:08    |
| 8.  | „Go Where I Send Thee!‟ (duhovna)           |               |               | P. Cadwell, S. Ivory   | 2:44    |
| 9.  | „Kentucky Jazz Jam‟                         | D. J. Elliott | D. J. Elliott |                        | 2:51    |
| 10. | „Where the Boys Are‟                        | H. Greenfield | N. Sedaka     |                        | 2:47    |
| 11. | „When I Fall in Love‟                       | E. Heyman     | V. Young      |                        | 3:21    |
| 12. | „In the Mood‟ (ameriška)                    | A. Razaf      | J. Garland    | H. Simeone, J. Šalamon | 3:42    |

| Bonus           | Bonus                                        | Bonus           | Bonus   |
| Št.             | Naslov                                       | Priredba        | Dolžina |
| --------------- | -------------------------------------------- | --------------- | ------- |
| 13.             | „Ev'ry Time I Feel the Spirit‟ (duhovna)     | B. Trant        | 2:48    |
| 14.             | „Joshua Fit the Battle of Jericho‟ (duhovna) | K. Ochs         | 1:56    |
| Skupna dolžina: | Skupna dolžina:                              | Skupna dolžina: | 74:06   |

## Sodelujoči

### Carmina Slovenica
- Karmina Šilec – avtorica projekta in dirigentka

### Big bandOrkestra Slovenske vojske
igra na posnetkih 1 in 12

### Solisti
- Marko Črnčec – klavir
- Matej Hotko – kontrabas na posnetkih 1, 4 in 12
- Gašper Peršl – tolkala na posnetkih 1, in 12
- Boštjan Bone – trobenta na posnetku 1
- Marko Furek – kontrabas in bas kitara na posnetkih 2, 3, 6, 9 in 10
- Bruno Domiter – tolkala na posnetkih 2, 5, 6, 9 in 10
- Mojca Potrč – vokal na posnetku 4
- Aljoša Deferri – klarinet na posnetku 4
- Saša Olenjuk – violina na posnetku 4
- Janez Dovč – harmonika na posnetku 4
- Jasmina Črnčič – vokal na posnetku 6
- Nadja Stegne – vokal na posnetku 7
- Darko Rošker – tuba na posnetku 7
- Ula Šegula – vokal na posnetkih 11, 13 in 14

### Produkcija
- Danilo Ženko – tonski mojster
- CStudio & 3.14 grafx – grafično oblikovanje